# Fàbrica Electroquímica i Colònia obrera de Flix
La Fàbrica Electroquímica i Colònia obrera és una obra de Flix (Ribera d'Ebre) inclosa a l'Inventari del Patrimoni Arquitectònic de Catalunya.

## Descripció
Conjunt de fàbrica i colònia electroquímica situat a la vila de Flix entre les vies del tren i el riu Ebre. Es tracta d'un conjunt que ocupa una gran superfície de terreny, al voltant d'unes 14 hectàrees. De l'espai fabril destaca la nau principal i la colònia obrera. Per una banda, la nau principal és una gran nau de formigó de planta rectangular allargada de dues plantes. Les cobertes són planes i fan una volada generosa sobre la qual es recolzen una sèrie de suports tipus columnes de forma triangular. L'estructura de l'edifici està formada per bigues i columnes amb les finestres de ventilació que li donen a la façana un aspecte reticulat.

### Edificis conservats
- L'Economat.[1]
- Lo Casino que és una rèplica de l'antic casino que hi havia a l'estació de ferrocarril de Frankfurt i segueix l'estil elegant i sobri del modernisme alemany.[1]
- El "Quartelillo" en un principi edifici destinat a destacament de la Guàrdia Civil, més tard va passar a ser residència dels obrers.[1]
- El Nou Quarter situat davant l'estació de ferrocarril es va construir després de la vaga obrera del 1933, més gran que l'anterior, disposava d'estables, oficines i habitatges per als guàrdies.[1]
- El nou menjador obrer que substituïa l'anterior que era més gran.[1]
- La Clínica.[1]
- El parc infantil entre el "Quartelillo" i el Nou Quarter.[1]
- Els habitatges pròpiament on hi ha els xalets individuals amb jardí i fins i tot piscina dels tècnics i altres més petits destinats als obrers.[1]

## Història
L'origen de la fàbrica se situa l'any 1897 com una filial de l'empresa alemanya Chemiske Fabrik Elektron. En aquells moments la fàbrica rebia el nom de Sociedad Electro-química de Flix (SEQF) i coneguda popularment com La Fábrica. Es dedicava a la fabricació de productes químics, sobretot clorur de calç i altres derivats del clor i sosa càustica. La seva importància rau en el fet que va ser la primera fàbrica electrolítica de tot l'estat espanyol i la tercera en Europa, utilitzant l'electricitat per fabricar clor. La seva situació al costat del riu Ebre permetia aprofitar l'aigua com a matèria primera per a la seva indústria i disposava d'un bon sistema de comunicacions fluvial a través del riu i terrestre a través de l'estació de la línia fèrria Madrid-Saragossa-Barcelona. En aquesta fàbrica hi van treballar industrials espanyols, alemanys i suïssos.
En un primer moment el conjunt fabril estava format per una casa de turbines per la producció d'energia elèctrica, un gran edifici on hi havia les calderes generadores de vapor, una sala de màquines, naus d'electròlisi, evaporació i fusió de sosa, forn de calç, cambres de plom per a obtenir cal, una torre per al dipòsit d'aigua, un edifici destinat a laboratori i a oficines administratives i un port amb una grua. A més, a principis del segle xix s'hi va construir una colònia fabril típica del segle xix, és a dir, aïllada i autosuficient (blocs d'habitatges, escola, economat, etc.) sent la primera del sector químic. Tenia la peculiaritat de seguir el model urbanístic centreeuropeu i estava habitada majorment per estrangers, d'aquí que rebés el nom de Barri Internacional. La Guerra Civil espanyola va causar danys a quasi totes les instal·lacions de la fàbrica i la colònia que es van reconstruir en període postbèl·lic a partir de la dècada dels quaranta. L'any 1974 la fàbrica va ser totalment absorbida per l'empresa Cros. Actualment s'anomena Ercros i a causa del tancament de totes les plantes de producció excepte la de fosfat dicàlcic, ha deixat de produït clor, sosa i derivats clorats. A la colònia encara hi viuen treballadors de l'empresa Ercros.